# Скоморохи (группа)
«Скоморо́хи» — московская самодеятельная рок-группа, созданная 16-летним школьником, начинающим певцом и гитаристом Александром Градским в октябре 1966 года. Также в состав группы входили барабанщик Владимир Полонский и клавишник Александр Буйнов. На начальном этапе бас-гитариста в команде не было, однако вскоре к трио присоединился Юрий Шахназаров. В отличие от большинства советских рок-групп той поры, игравших только песни западных групп, «Скоморохи» исполняли и собственные песни.

## История группы
Репетиции группы проходили в ДК «Энергетик» (параллельно с коллективом Стаса Намина и недавно сформировавшимся ансамблем «Машина Времени»). Поначалу интерес к новой группе был невелик. Для того, чтобы обеспечить ансамбль, Градский с двумя бывшими коллегами по группе «Славяне» — Виктором Дегтярёвым и Вячеславом Донцовым, — образовали параллельную группу с западным репертуаром «Лос Панчос», которая существовала до 1968 года, зарабатывая необходимые для «Скоморохов» деньги. «Скоморохи» же выступали, в основном, на бесплатных или почти бесплатных концертах, интерес к которым в то время только начинал появляться.
Западные песни также входили в репертуар группы, но упор делался на свои. Песни сочиняли все. С группой также сотрудничал Валерий Сауткин, писавший тексты. Позднее Градский стал автором песен: «Синий лес», «Птицеферма», мини-рок-оперы «Муха-Цокотуха» по Корнею Чуковскому и «Гимна „Скоморохов“» (слова Сауткина). Буйнов сочинил «Песню об Алёнушке» и «Трава-мурава» (слова Сауткина), Шахназаров написал два хита — «Мемуары» и «Бобёр» (слова Сауткина).
Постепенно интерес к группе возрастал и, следовательно, потребность в «Лос Панчос» отпала. «Скоморохов» стали приглашать и на танцы. Кроме того, их хотели слушать уже не только в Москве.
На протяжении 1966—1971 годов в группе поиграли такие известные впоследствии музыканты, как Александр Лерман — бас-гитара, вокал; Юрий Фокин — ударные; сменивший ушедшего в армию Буйнова Игорь Саульский — клавишные. На некоторые периоды группа приостанавливала свою деятельность. Главной причиной этого являлась нехватка средств для покупки новой аппаратуры.
Бесплатный концерт «Скоморохов» (с «Машиной Времени» на разогреве) в ДК 23 февраля послужил причиной беспорядков: от количества зрителей оказалось перекрыто движение на набережной, несколько подъехавших милицейских «колясок» скинули в замёрзшую Москву-реку. Инцидент удалось замять.
В 1968 году Градский на некоторое время попадает в знаменитый тогда ВИА «Электрон», где заменяет на месте соло-гитариста Валерия Приказчикова, но не поёт. В течение двух лет ему довелось ездить по стране с разными музыкальными коллективами и практически нигде не петь. В августе 1970 года 20-летний Градский был принят в ансамбль «Весёлые ребята» под руководством Павла Слободкина, в котором получил первые уроки выступлений на профессиональной эстраде. В гастрольных турне ансамбля «Весёлые ребята» по стране впервые выступил как певец и гитарист. В связи с учёбой был вынужден уйти из ансамбля в апреле 1971 года. Вместе с ним в ансамбль «Весёлые ребята» был принят и барабанщик Владимир Полонский, который выступал в ансамбле до сентября 1974 года.
В 1969 году Градский поступил на вокальный факультет института имени Гнесиных. Учился у Л. В. Котельникова; впоследствии Градский совершенствовал мастерство в классе Н. А. Вербовой. Педагогом по камерному вокальному классу был Георг Орентлихер.
После ухода из ансамбля «Весёлые ребята» осенью 1971 года Градский вновь собирает группу «Скоморохи» и решает принять участие во Всесоюзном фестивале «Серебряные струны», в городе Горьком. Однако за две недели до фестиваля группу покидают Александр Лерман и ставший вторым гитаристом Юрий Шахназаров; был срочно вызван Игорь Саульский, которому пришлось стать бас-гитаристом и уже в поезде «Москва—Горький» разучивать басовые партии. Двадцатиминутное выступление группы на фестивале произвело фурор, и «Скоморохам» в итоге достались шесть призов из восьми. Две оставшиеся награды были присуждены челябинскому ансамблю «Ариэль». В итоге первую премию жюри разделило между ансамблем «Ариэль» и группой «Скоморохи», а один из членов жюри, музыковед Аркадий Петров, организовал группе первую запись на радио.
В начале 70-х вместе со «Скоморохами» в ДК «Энергетик» начинает репетировать группа «Машина времени». Один из совместных концертов этих групп («выступают группа „Скоморохи“, группа „Машина Времени“, вход бесплатный») привёл к массовым беспорядкам с участием наряда милиции.
Рост популярности Александра Градского, а также нестабильность состава группы привели к тому, что «Скоморохами» стали называться участники записей на радио (и потом вышедших на пластинках, компакт-дисках) вокальных сюит Градского (он сам, саксофонист и флейтист Сергей Зенько, барабанщик Владимир Васильков), Градский же участвовал в сборных концертах или давал сольные, играя на акустической гитаре.
В 1989 году «Скоморохи» выступили на концерте по случаю празднования 20-летия группы «Машина Времени». Выступление вошло в документальный фильм «Рок и фортуна», а также на пластинку Машине Времени — XX!.